# 할아버지 역설
할아버지 역설(Grandfather paradox)이란 시간여행이 가능해질 때 생길 수 있는 문제 중 하나로 시간 역설 문제 중 하나이다.
"내가 과거로 가서 내 조상을 죽였다면, 나는 존재해서는 안 된다."

## 내용
나의 부모를 낳기 전에 할아버지를 죽인다면 어떻게 될까. 그래도 당신이 현재에 존재할 수 있을까? 만약 존재하지 않는다면, 당신은 과거로 돌아가 할아버지를 죽일 수 없을 것이다. - 스티븐 호킹.